# Nope
Nope és una pel·lícula de terror i ciència-ficció estatunidenca de 2022 dirigida, produïda i escrita per Jordan Peele. El repartiment principal el formen Daniel Kaluuya, Keke Palmer, Steven Yeun, Michael Wincott i Brandon Perea. S'ha subtitulat al català.
L'argument gira entorn de dos germans que busquen aconseguir proves d'un ovni. Es va estrenar als cinemes catalans el 18 d'agost de 2022.

## Repartiment
- Daniel Kaluuya com a Otis Jr. "OJ" Haywood, fill d'Otis
- Keke Palmer com a Emerald "Em" Haywood, filla d'Otis
- Steven Yeun com a Ricky "Jupe" Park, propietari i creador del parc temàtic "Jupiter's Claim"
  - Jacob Kim n'interpreta el paper de petit, quan era actor infantil.
- Brandon Perea com a Angel Torres, venedor de productes informàtics
- Michael Wincott com a Antlers Holst, cinematògraf de renom
- Wrenn Schmidt com a Amber Park, esposa de Jupe
- Keith David com a Otis Haywood Sr., propietari del ranxo de cavalls de Hollywood Haywood
- Donna Mills com a Bonnie Clayton, actriu
- Eddie Jemison com a Buster, un assistent de vol en un anunci
- Oz Perkins (apareix als crèdits com a Osgood Perkins) com a Fynn Bachman, director d'anuncis
- Devon Graye com a Ryder Muybridge, periodista de TMZ
- Barbie Ferreira com a Nessie, company de feina d'Angel
- Terry Notary com a Gordy, protagonista de la sèrie Gordy's Home
- Sophia Coto com a Mary Jo Elliott, que interpreta Haley Houston a Gordy's Home
- Andrew Patrick Ralston com a Tom Bogan, que interpreta Brett Houston a Gordy's Home
- Jennifer Lafleur com a Phyllis Mayberry, que interpreta Margaret Houston a Gordy's Home